# Барамия, Нугзар Николаевич
Нугзар Николаевич Барамия (укр. Нугзар Миколайович Барамія; род. 9 июня 1942, Миха-Цхакая) — хирург высшей категории, кандидат медицинских наук, профессор, почётный гражданин Киева (2017) и родного города Сенаки, заслуженный врач Украины.

## Биография
Врач-хирург отделения политравмы Киевской городской клинической больницы скорой медицинской помощи. В 1985 вместе с академиком А. А. Шалимовым создали первую в УССР специализированную клинику по предоставлению квалифицированной медицинской помощи пострадавшим с тяжёлой сочетанной травмой. В 1995 создал и возглавил «Центр политравмы» Украинского научно-практического центра экстренной медицинской помощи и медицины катастроф Минздрава Украины, оказывает неотложную медицинскую помощь пострадавшим с тяжёлой сочетанной травмой в городе Киеве и за пределами Украины во время гуманитарных миссий. В 2002 он был награждён Почётной грамотой Кабинета министров Украины, также в 2000 стал лауреатом международной премии «Золотая фортуна». Автор более 200 публикаций, 40 рационализаторских предложений и изобретений, осуществил более 8000 хирургических операций.